# Karolina Kalska
Karolina Kalska, z d. Sulżycka (ur. 14 sierpnia 1986 w Tczewie) – polska piłkarka ręczna, grająca na pozycji skrzydłowej, reprezentantka i mistrzyni Polski (2012).

## Życiorys
Jest wychowanką Sambora Tczew. W latach 2005–2014 reprezentowała barwy GTPR Gdynia, z którym zdobyła dwukrotnie brązowy medal mistrzostw Polski (2010, 2011) oraz mistrzostwo Polski (2012). W maju 2014 roku przeniosła się do Energii AZS Koszalin z którą podpisała 2 letni kontrakt. W sezonie 2016/2017 reprezentowała barwy AZS-u Łączpol AWFiS.
W reprezentacji Polski seniorek debiutowała 24 września 2011 w towarzyskim spotkaniu z Islandią.